# Балей
Вижте пояснителната страница за други значения на Балей.
Балѐй е село в Северозападна България. То се намира в община Брегово, област Видин.

## География
Селото е най-северозападното населено място в България, намиращо се непосредствено край река Тимок и отдалечено на 3 км от река Дунав. Реката Тимок, протичаща близо до площада на селото, е силно замърсена от мина Бор, намираща се в Сърбия, и в нея почти няма рибни екземпляри по-големи от 0,5 kg. Срещат се и такива с големина до 4 – 5 kg. Вероятно причината е изтеклото време оттогава и инсталираните пречиствателни съоръжения в споменатата мина.
Селото е отдалечено на 4 км от град Брегово, на 3 км от устието на р. Тимок (най-северозападната точка на България), и на 32 км от областния център Видин. Тридесет процента от улиците са асфалтирани, а останалите са с баластра. В селото има централен водопровод за питейна вода.
Големият необработван масив земя между Тимок и Дунав (местността Ливези), както и близостта на селото до Брегово, международния път за Сърбия и двете реки, дават възможност за развитие на селското стопанство и туризма.

## История
Днес селото има отрицателен прираст на населението, като голяма част от по-младото поколение се е преселило във Видин, София и други градове.
Общо употребявани езици за ежедневна комуникация са влашки и български. Това е характерно и за съседните населени места (Куделин, Връв, Ракитница, Косово, Делейна и Гъмзово), както и за центъра на общината – гр. Брегово.
В непосредствена близост до селото, край реката, съществува стара мелница, която е функционирала до началото на 50-те години, ползвайки отбивка на реката.
В близост до селото има проведени разкопки на непроучено римско селище. През 70-те и 80-те години Румен Катинчаров провежда разкопки на селище от бронзовата и ранножелязаната епохи в непосредствена близост до селото. То принадлежи на т. нар. Култура на инкрустираната керамика разпространена по течението на р. Дунав. Напоследък археологическите проучвания бяха подновени след случайното откриване на некропола на селището.
При избухването на Балканската война в 1912 година един човек от Балей е доброволец в Македоно-одринското опълчение.
По време на Кулските събития през март 1951 година създаденото малко по-рано от комунистическия режим Трудово кооперативно земеделско стопанство е разтурено, но властите скоро го възстановяват принудително. По това време 5 семейства (19 души) от селото са принудително изселени от комунистическия режим.

## Население
- Население по официалните преброявания в България.[4]

| 1934 г. | 1946 г. | 1956 г. | 1965 г. | 1975 г. | 1985 г. | 1992 г. | 2001 г. | 2011 г. | 2021 г. |
| 986     | 847     | 917     | 935     | 889     | 763     | 686     | 540     | 393     | 302     |

- Самоопределяне по етническа принадлежност към 1.02.2011 г.

| българска | турска | ромска | друга | не се самоопределя |
| 368       | 0      | -      | 9     | -                  |

Данните са анонимизирани в съответствие с чл. 25 от Закона за статистиката.
- Степен на завършено образование към 1 февруари 2011 г.

| Общо | Висше | Средно | Основно | Начално | Незавършено начално | Никога не посещавали училище | Деца до 7 г. |
| 379  | 51    | 165    | 111     | 20      | 9                   | 23                           | 0            |

- Население по възрастови групи към 7 септември 2021 г.

| Общо | 0 – 4 | 5 – 9 | 10 – 14 | 15 – 19 | 20 – 24 | 25 – 29 | 30 – 34 | 35 – 39 | 40 – 44 | 45 – 49 | 50 – 54 | 55 – 59 | 60 – 64 | 65 – 69 | 70 – 74 | 75 – 79 | 80 – 84 | 85+ |
| 302  | 7     | 7     | 6       | 7       | 8       | 9       | 13      | 17      | 19      | 15      | 25      | 27      | 22      | 32      | 29      | 31      | 16      | 12  |

Преброяване на населението през 2011 г.
Численост и дял на етническите групи според преброяването на населението през 2011 г.:
|                     | Численост | Дял (в %) |
| Общо                | 393       | 100,00    |
| Българи             | 368       | 93,63     |
| Турци               | 0         | 0,00      |
| Цигани              | 0         | 0,00      |
| Други               | 9         | 2,29      |
| Не се самоопределят | 0         | 0,00      |
| Неотговорили        | 6         | 1,52      |

## Икономика
Местното население се препитава основно със селскостопански дейности, предимно отглеждане на зърнени култури – пшеница, царевица, както и слънчоглед, който се обработва на ишлеме в близките малки маслобойни. Съществувалите мелиоративни съоръжения са унищожени. Преди години от селото в летния период са изнасяни между 40 и 60 тона домати дневно.

## Религии
Православие. Православна църква, построена през 19 век. Свещеник в Балей е Параскев Серафимов Георгиев.

## Обществени институции
- В селото има действащо читалище с киносалон за 450 посетители.
- Пощенски клон.
- Съществува и нефункционираща сграда на училище за 250 деца, което е било запълнено за последен път с този капацитет през 1970 година. Училището е построено през 1961 г. по време на кметуването на Климент Тодоров Георгиев (Кимон). Строежът на училището е започнат на 25 януари и на 15 септември същата година то е готово за началото на класните занятия. Първи директор на училището е Лазар Цветков Станев. Окончателно е закрито през 2002 година (по-късно разбито и разграбено) поради липса на ученици.
- На територията на селото се намира единственият в района старчески дом за хора с увреждания и трайна загуба на подвижност.

- Читалището отвън
- Читалището отвътре

## Културни и природни забележителности
- Устието и поречието на река Тимок. Екологически чиста околна среда без замърсители в радиус на повече от 30 км.

## Редовни събития
- Празник на селото е Гергьовден когато в близките му събота и неделя се провежда двудневен селски събор. Тогава се събират всички, които живеят на други места в България.

## Личности
Родени в Балей
- Стан Николов (Станьо, 1890 – ?), македоно-одрински опълченец, 1 рота на 7 кумановска дружина, носител на орден „За храброст“ IV степен[6]